# Wallacea (plante)
Pour les articles homonymes, voir Wallacea (homonymie).
Genre
Wallacea est un genre de plantes à fleurs de la famille des Ochnaceae.

## Systématique
Le nom scientifique complet (avec auteur) de ce taxon est Wallacea Spruce ex Benth. & Hook.fil..

## Liste des taxons de rang inférieur
Liste des espèces selon GBIF (3 mai 2021), The Plant List (3 mai 2021) et Tropicos (3 mai 2021) :
- Wallacea insignis Spruce ex Benth. & Hook. f.
- Wallacea multiflora Ducke
- Wallacea riparia Gleason & A.C. Sm.